# Detroit Pistons 1977-1978
La stagione 1977-78 dei Detroit Pistons fu la 29ª nella NBA per la franchigia.
I Detroit Pistons arrivarono quarti nella Midwest Division della Western Conference con un record di 38-44, non qualificandosi per i play-off.

## Roster
| N° | Naz.                   | Ruolo | Sportivo       | Anno | Alt. | Peso |
| -- | ---------------------- | ----- | -------------- | ---- | ---- | ---- |
| 1  | Stati Uniti (bandiera) | G     | Kevin Porter   | 1950 | 183  | 77   |
| 8  | Stati Uniti (bandiera) | A     | Willie Norwood | 1947 | 201  | 100  |
| 12 | Stati Uniti (bandiera) | G     | Wayman Britt   | 1952 | 188  | 84   |
| 13 | Stati Uniti (bandiera) | AC    | Leon Douglas   | 1954 | 208  | 104  |
| 14 | Stati Uniti (bandiera) | G     | Eric Money     | 1955 | 183  | 77   |
| 15 | Stati Uniti (bandiera) | G     | Jim Price      | 1949 | 191  | 88   |
| 16 | Stati Uniti (bandiera) | C     | Bob Lanier     | 1948 | 211  | 113  |
| 22 | Stati Uniti (bandiera) | GA    | Gus Gerard     | 1953 | 203  | 91   |
| 24 | Stati Uniti (bandiera) | AC    | Marvin Barnes  | 1952 | 203  | 95   |
| 30 | Stati Uniti (bandiera) | GA    | M.L. Carr      | 1951 | 198  | 93   |
| 32 | Stati Uniti (bandiera) | A     | Jim Bostic     | 1953 | 201  | 102  |
| 32 | Stati Uniti (bandiera) | GA    | Ralph Simpson  | 1949 | 196  | 91   |
| 34 | Stati Uniti (bandiera) | AC    | John Shumate   | 1952 | 206  | 107  |
| 35 | Stati Uniti (bandiera) | G     | Al Skinner     | 1952 | 191  | 86   |
| 42 | Stati Uniti (bandiera) | GA    | Chris Ford     | 1949 | 196  | 86   |
| 44 | Stati Uniti (bandiera) | A     | Al Eberhard    | 1952 | 198  | 102  |
| 50 | Stati Uniti (bandiera) | AC    | Ben Poquette   | 1955 | 206  | 107  |
| 54 | Stati Uniti (bandiera) | AC    | Howard Porter  | 1948 | 203  | 100  |

## Staff tecnico
- Allenatori: Herb Brown (9-15) (fino al 15 dicembre)[1], Bob Kauffman (29-29)
- Vice-allenatore: Larry Jones